# Federació Internacional Felina
La Federació Internacional Felina (abrev. FIFe, oficialment i en  francès: Fédération Internationale Féline) és una de les associacions felines a nivell europeu encarregada de regular la criança de gats de raça. Molts països europeus tenen associacions que depenen directament de la Fife, elles mateixes gestionen els llibres d'orígens, l'organització d'exposicions felines, etc., sempre d'acord amb els reglaments de la Federació internacional.
És una federació de registres felins.
Va ser fundada per Madame Marguerite Ravel, la federació es va iniciar de forma no oficial el 1949 a París, França. En la seva primera assemblea general a Gant, Bèlgica, la federació va quedar oficialment fundada. El nom original de la federació era Fédération Internationale Feline d'Europe o FIFE. L'any 1972 es va decidir el canvi del nom per l'actual. En ser eliminat el "d'Europe", el nom va començar a ser abreujat a FIFe.